# Камилла (ураган)
Ураган Камилла (англ. Hurricane Camille) — самый мощный тропический циклон, наблюдавшийся в сезоне 1969 года в бассейне Атлантического океана, второй по счёту из трёх катастрофических ураганов пятой категории сезона, приведший ночью 17 августа 1969 года к массовым оползням и разрушениям в районе устья реки Миссисипи. Камилла является седьмым по интенсивности ураганом, когда-либо зарегистрированным в Атлантическом океане, уступая урагану Аллен в 1980 году.
Тропический шторм зародился 14 августа 1969 года, в кратчайшее время набрал мощь до уровня третьей категории по шкале классификации Саффира — Симпсона, прошёл по западному берегу Кубы и, стремительно продолжая увеличивать интенсивность, вошёл в акваторию Мексиканского залива, вызвав грандиозные разрушения на его прибрежных территориях и разрушив почти всю инфраструктуру в устье реки Миссисипи. Максимальная устойчивая скорость ветра внутри урагана достигала 282 км/ч, минимальное атмосферное давление в центре глаза составило 900 мбар (675 мм рт. ст.), а максимальная высота волн достигала 7,3 метров. Камилла явилась причиной последовавших масштабных наводнений, оползней и человеческих смертей в Миссисипи и в районе горной системы Аппалачи в штате Виргиния. В общей сложности ураган унёс жизни 259 человек и нанёс ущерб на сумму около 1,42 миллиардов долларов США в ценах 1969 года (9,14 млрд долларов в пересчёте на 2005 год).

## Метеорологическая история урагана

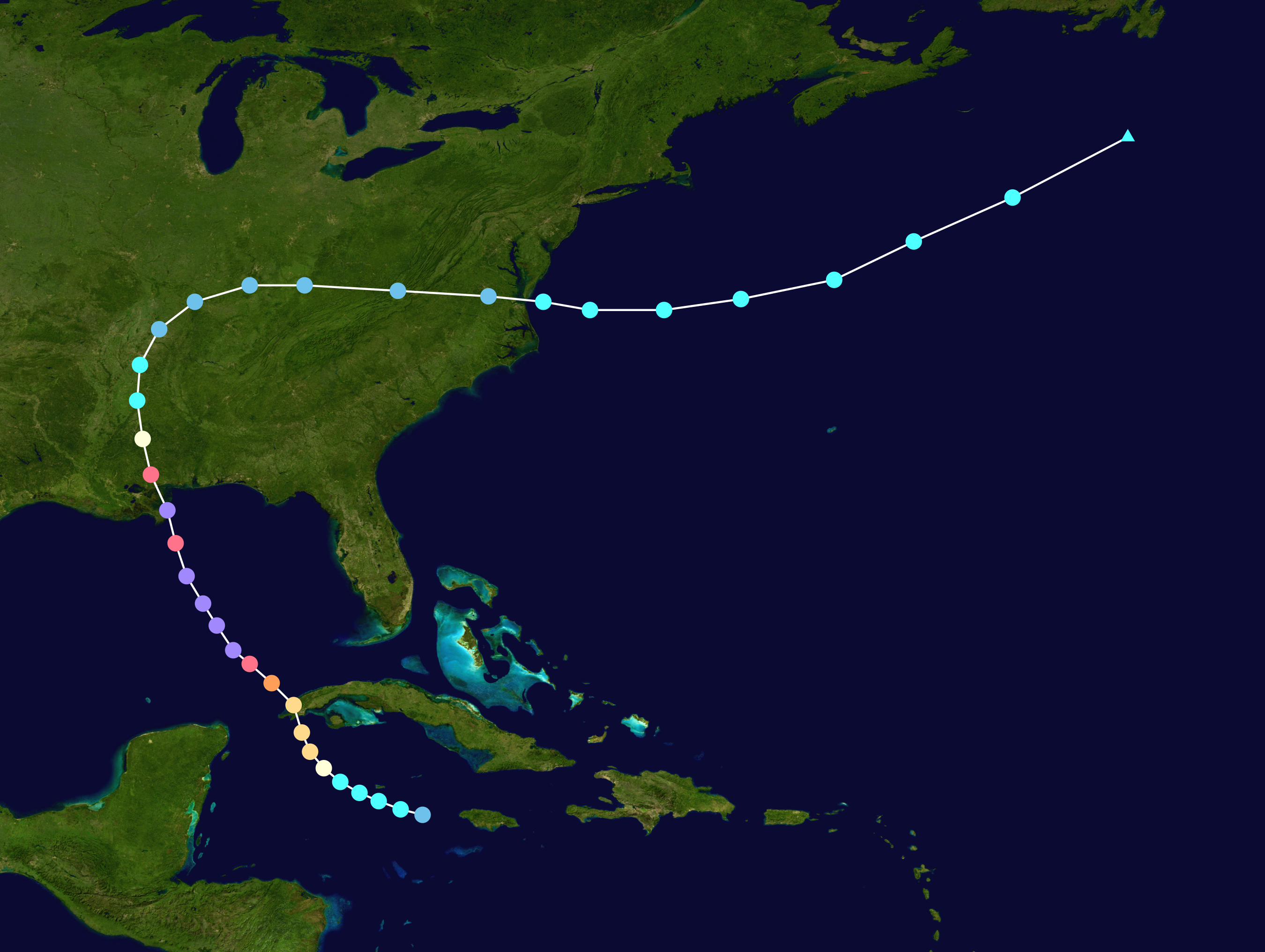
Траектория движения урагана Камилла

5 августа 1969 года от побережья Африки в западном направлении начала двигаться тропическая волна тёплого воздуха, зарегистрированная метеорологическими станциями как тёплый фронт. Он быстро двигался на запад вдоль 15-й параллели северной широты; несколько дней спустя тропическое возмущение стало четко идентифицируемым на спутниковых снимках 9 августа. К тому времени грозовая активность в возмущении сосредоточилась в круговой области конвекции. На следующий день шторм прошёл через Малые Антильские острова, хотя не было никаких доказательств замкнутой циркуляции. 13 августа волна прошла вблизи или над южным побережьем Ямайки, поскольку её конвекция распространилась на северо-восток через Багамские острова. Впоследствии она начала более медленное движение на северо-запад. Считается, что тропическая волна вскоре после этого организовалась в тропическую депрессию, рано утром 14 августа, и через несколько часов она стала тропическим штормом, названным Камилла. Утром 14 августа Hurricane Hunters вылетели, чтобы исследовать замкнутую циркуляцию вблизи Багамских островов и Каймановых островов. Экипаж наблюдал развивающийся центр в западной части Карибского моря, а ветры достигли статуса тропического шторма. К тому времени шторм усилился до сильного тропического шторма со скоростью ветра 60 миль в час (97 км/ч), примерно в 50 милях (80 км) к западу-северо-западу от Большого Каймана.

После того, как Камилла была впервые классифицирована как тропический шторм, она находилась в районе, благоприятном для дальнейшего усиления, хотя изначально она медленно усиливалась. Она находилась в районе очень слабого сдвига ветра и в целом теплой окружающей среды. Кроме того, шторм развил сильный низкоуровневый приток из глубокого южного Карибского моря, который постоянно приносил влагу в шторм. На протяжении всей своей продолжительности это был небольшой тропический циклон, хотя с радиусом штормовых ветров, распространяющимся на 100 миль (160 км) к северу, грозовая зона шторма быстро распространилась по Кубе. Когда шторм приблизился к западному побережью Кубы, он начал быстро усиливаться, достигнув статуса урагана, и менее чем через 12 часов достиг скорости ветра 110 миль в час (180 км/ч). До выхода на сушу его глаз отслеживался радаром из Гаваны; по оценкам, ураган переместился на берег между мысом Сан-Антонио и Гуане поздно вечером 15 августа как сильный ураган категории 2. Камилла была небольшим ураганом, когда он пересек западную часть Кубы, и его ветры немного снизились до 105 миль в час (169 км/ч) над сушей, прежде чем он вышел в Мексиканский залив.

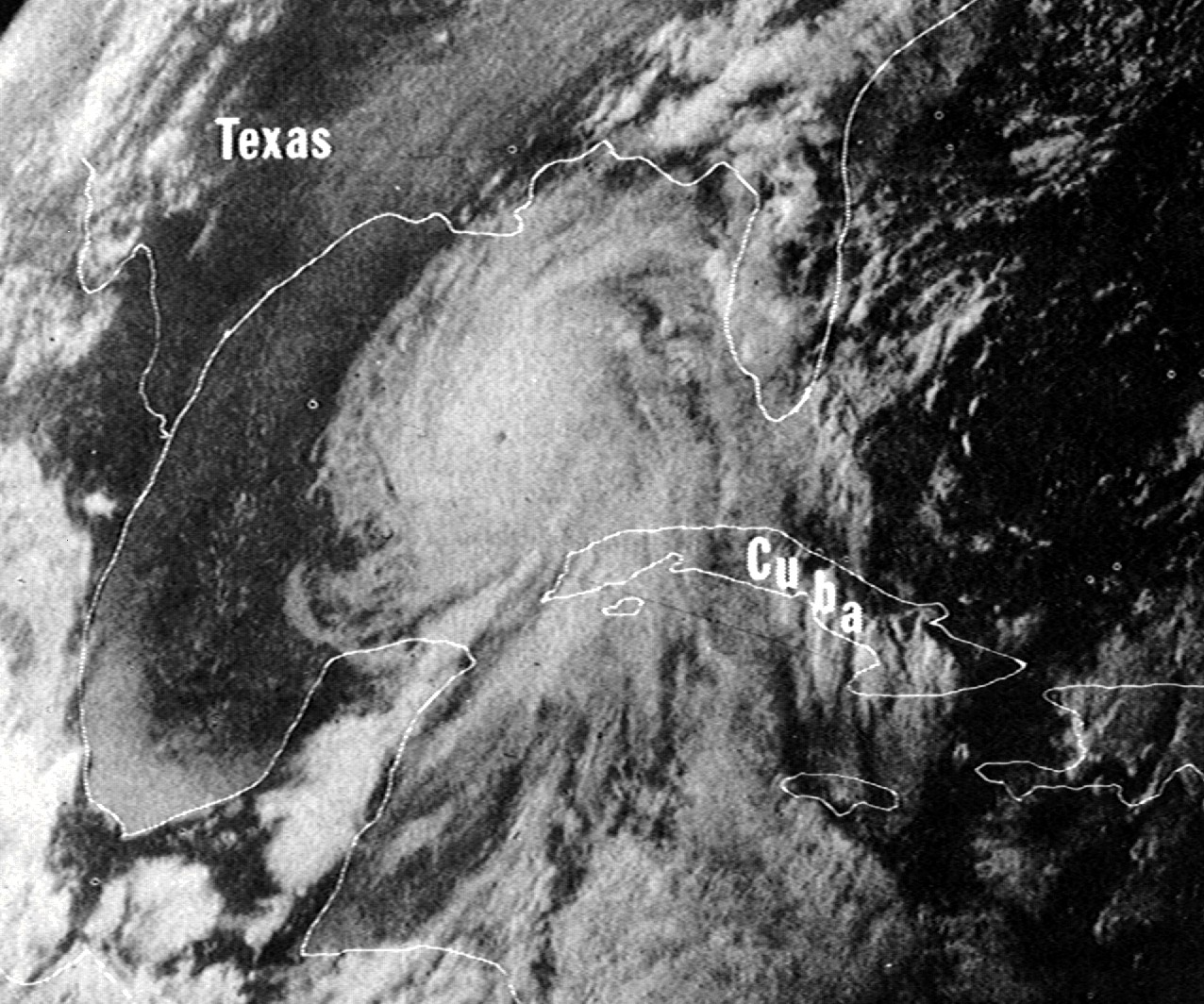
Ураган Камилла в Мексиканском заливе. 16 августа 1969 года

По расчётам метеорологов Камилла должна была повернуть на северо-восток по направлению к штату Флорида. Вместо этого шторм продолжил двигаться на северо-запад и возобновил свою быструю тенденцию к усилению после того, как покинул Кубу. Его глаз сжался до диаметра менее 13 километров, и вокруг всего урагана образовались сильные оттоки воздуха. Из-за небольшого глаза охотники за ураганами сначала испытывали трудности с определением силы, однако рейс поздно вечером 16 августа обнаружил сильный ураган категории 5 по шкале Саффира — Симпсона и зафиксировал очень низкое давление в 908 мбар (681 мм рт. ст.), а скорость ветра оценивалась в 175 миль в час (282 км/ч). В то время не ожидалось, что он усилится ещё больше. Однако последующий полет охотников за ураганами рано утром 17 августа зафиксировал немного более глубокое центральное давление 905 мбар (678,8 мм рт. ст.), на тот момент самое низкое давление, зафиксированное разведывательными самолётами. Это сделало Камиллу самым интенсивным ураганом со времен урагана Дня труда 1935 года. В настоящее время это седьмой по интенсивности ураган в Атлантике, если судить по самому низкому давлению. Скорость ветра практически не изменилась и выровнялась на уровне 175 миль в час (282 км/ч) в течение этого времени.
Продолжая движение к побережью Мексиканского залива США, Камилла сохраняла свой небольшой глаз, и синоптики продолжали ожидать поворота в сторону Флориды. Поздно вечером 17 августа Камилла ненадолго ослабла до шторма 4-й категории из-за цикла замены стены глаза, а разведывательный полет был вынужден завершить свою миссию раньше времени из-за повреждённого двигателя. Перед тем, как покинуть шторм, экипаж зафиксировал давление 919 мбар (689,3 мм рт. ст.) и оценил скорость ветра у поверхности в 155 миль в час (249 км/ч), в то время как Камилла находилась примерно в 100 милях (160 км) к юго-востоку от дельты реки Миссисипи. Последующих полетов охотников за ураганами не было, но наблюдения за поверхностью, записанные позже, показали, что Камилла быстро восстановилась и восстановила интенсивность категории 5. Пройдя совсем близко от юго-восточной части Луизианы, ураган Камилла обрушился на побережье в 11:30 по центральному поясному времени в Уэйвленде, штат Миссисипи. Максимальная постоянная скорость ветра вблизи береговой линии оценивалась примерно в 175 миль в час (282 км/ч), а минимальное давление в центре составляло 900 мбар (675 мм рт. ст.), согласно анализу данных с поверхности.
После контакта с континентальной территорией ураган стал быстро терять свою мощь и спустя 14 часов ослаб до уровня тропического шторма. Примерно через 12 часов она ослабла до статуса тропической депрессии, и к тому времени начала поворачивать на север и далее на северо-восток. 20 августа тропическая депрессия Камилла повернула на восток через штат Кентукки, пройдясь сильнейшими дождями по штатам Виргиния и Западная Виргиния. Позже в тот же день она вышла в Атлантический океан к востоку от Норфолка и к полудню, когда Камилла вышла из берегов, она вновь обрела статус тропического шторма. Далее Камилла устремилась в северо-восточном направлении, достигнув пиковых ветров 70 миль в час (110 км/ч). К позднему вечеру 21 августа Камилла вышла к пограничной зоне действия урагана Дебби, и контактируя с несколькими фронтами холодного воздуха, постепенно перешла на уровень субтропического циклона, а в течение следующих суток была полностью поглощена одним из холодных фронтов к югу от Канады.

## Подготовка к встрече
| Место                              | Ураган  | Год  | Интенсивность | Размер | Всего |
| ---------------------------------- | ------- | ---- | ------------- | ------ | ----- |
| 1                                  | Карла   | 1961 | 17            | 25     | 42    |
| 2                                  | Хьюго   | 1989 | 16            | 24     | 40    |
| 2                                  | Бетси   | 1965 | 15            | 25     | 40    |
| 4                                  | Айк     | 2008 | 12            | 25     | 37    |
| 5                                  | Камилла | 1969 | 22            | 14     | 36    |
| 5                                  | Катрина | 2005 | 13            | 23     | 36    |
| 5                                  | Опал    | 1995 | 11            | 25     | 36    |
| 8                                  | Майами  | 1926 | 15            | 19     | 34    |
| 9                                  | Одри    | 1957 | 17            | 16     | 33    |
| 9                                  | Фран    | 1996 | 11            | 22     | 33    |
| 9                                  | Вильма  | 2005 | 12            | 21     | 33    |
| Источник: Hurricane Severity Index |         |      |               |        |       |

Вскоре после формирования шторма Национальный центр прогнозирования ураганов США (NHC) выпустил официальное предупреждение для жителей острова Хувентуд и западной Кубы с целью проведения необходимых мероприятий для подготовки к приходу стихии, натиску сильного ветра, ливней и морским приливам. Специалисты NHC настоятельно рекомендовал морским судам не покидать бухты и гавани. Угроза тропического шторма заставила власти эвакуировать тысячи людей на западном побережье Кубы и острове Хувентуд, кроме того, в безопасное место было эвакуировано более 10 тысяч голов крупного рогатого скота и около 6 тысяч единиц домашней птицы.
При прохождении ураганом территории западной Кубы властями США было отдано распоряжение не отводить морские суда слишком далеко от берегов Флориды. 15 августа Национальный центр прогнозирования ураганов США объявил о надвигающейся стихии, воздействию которой должна была подвергнуться территория суши в 180 километров между Аппалачиколой и городом Форт-Уолтон-Бич в штате Флорида. Утром следующего дня началась эвакуация населения на безопасные территории. В обед 16 августа синоптики объявили о возможной зоне действия урагана между городами Билокси (Миссисипи) и Сент-Маркс и день спустя было объявлено штормовое предупреждение по северо-западному побережью от Форт-Уолтон-Бич до Сент-Маркс.
К утру субботы ураган Камилла наблюдался визуально на побережье Билокси в восточном направлении. Организации по эвакуации и защите граждан в прибрежных районах находились в состоянии повышенной готовности. К пяти утра воскресенья объявлено полное штормовое предупреждение по всему побережью, которое стало сигналом к действию для сил Национальной гвардии США, поскольку многие люди, проживавшие в домах на высоте шести метров над уровнем моря, отказывались эвакуироваться, совершенно не доверяя прогнозам синоптиков. Мэр Галфпорта отдал приказ о роспуске заключённых из местной тюрьмы, однако после усиления ветра никто из заключённых так и не рискнул покинуть здание.

## Вторжение
После контакта с материковой частью суши ураган Камилла вызвал немалые разрушения на значительной площади побережья Соединённых Штатов вдоль Мексиканского залива. Вследствие большой скорости перемещения урагана количество выпавших осадков было относительно невысоким: от 180 до 250 миллиметров. Эпицентром наибольших разрушений стал округ Гаррисон (штат Миссисипи), где разгулявшаяся стихия уничтожила практически всё на территории площадью 180 квадратных километров. Общий ущерб от урагана в США составил 1,42 млрд долларов США в ценах 1969 года (9,14 млрд долларов в пересчёте на 2005 год), что вывело ураган Камиллу на тот момент на второе место по сумме причинённого ущерба после урагана Бетси 1965 года.
От непосредственного воздействия стихии погибло 143 человека в штатах Алабама, Миссисипи и Луизиана, ещё 153 человека погибло в результате масштабного наводнения в округе Нельсон (штата Виргиния) и близлежащих территориях. По уточнённым данным 1931 человек был ранен, разрушено 5662 дома, 13 915 домов получили серьёзные повреждения. Значительное число жителей погибло по причине своего нежелания эвакуироваться перед приходом природного бедствия.

### Карибы и шельф Мексиканского залива
| Территория         | Смертей | Ущерб (в ценах 1969 года) |
| ------------------ | ------- | ------------------------- |
| Куба               | 5       | $5 млн                    |
| Мексиканский залив | н/д     | $100 млн                  |
| Луизиана           |         | $322 млн                  |
| Миссисипи          | 15      | $950 млн                  |
| Алабама            |         | $8 млн                    |
| Западная Виргиния  | 2       | $750 000                  |
| Виргиния           | 153     | $140 млн                  |
| Всего              | 259     | $1,4 млрд                 |

Развиваясь как тропический шторм, Камилла принесла за собой ливневые дожди на остров Большой Кайман, однако сообщений о жертвах и разрушениях на тот момент не поступало. Метеорологические станции внешнего побережья Кубы сообщали о скорости ветра в 80 км/ч. На юге побережья, в Гуане, были зафиксированы порывы ветра в 149 км/ч, хотя также не поступало никакой информации о причинённых разрушениях. На острове Хувентуд и в районе Гуаны прошли штормовые дожди, число выпавших осадков достигло 255 миллиметров, на острове Хувентуд было повреждено около сотни домов. Шторм причинил значительный ущерб провинции Пинар-дель-Рио, в котором произошло наводнение, в результате чего около 20 тысяч человек осталось без крова. Мощные порывы ветра выворачивали с корнем деревья и рвали линии электропередачи. Правительство сначала объявило об отсутствии жертв, но затем в ходе расследования было заявлено о пяти погибших и ущербе на общую сумму в 5 млн долларов США в ценах 1969 года.
Через несколько дней после прохождения шторма правительство Кубы отправило в пострадавшие районы медицинские бригады для проведения вакцинации населения от брюшного тифа. Власти отмечали угрозу распространения эпидемии из-за антисанитарных условий после наводнения, вызванного прошедшим ураганом.
В открытой части Мексиканского залива шторм поднял волны высотой в 21 метр, зафиксированные подразделениями нефтедобывающей компании Shell Oil Company. Вдоль морского дна на нефтяном шельфе произошёл ряд оползней, увеличивших глубину дна. Совместными усилиями стихий воды и ветра было уничтожено три нефтяные платформы, включая и самый глубокую в мире морскую нефтяную скважину. Ущерб нефтяной промышленности от урагана Камилла составил в ценах 1969 года порядка ста миллионов долларов.

### Побережье Мексиканского залива

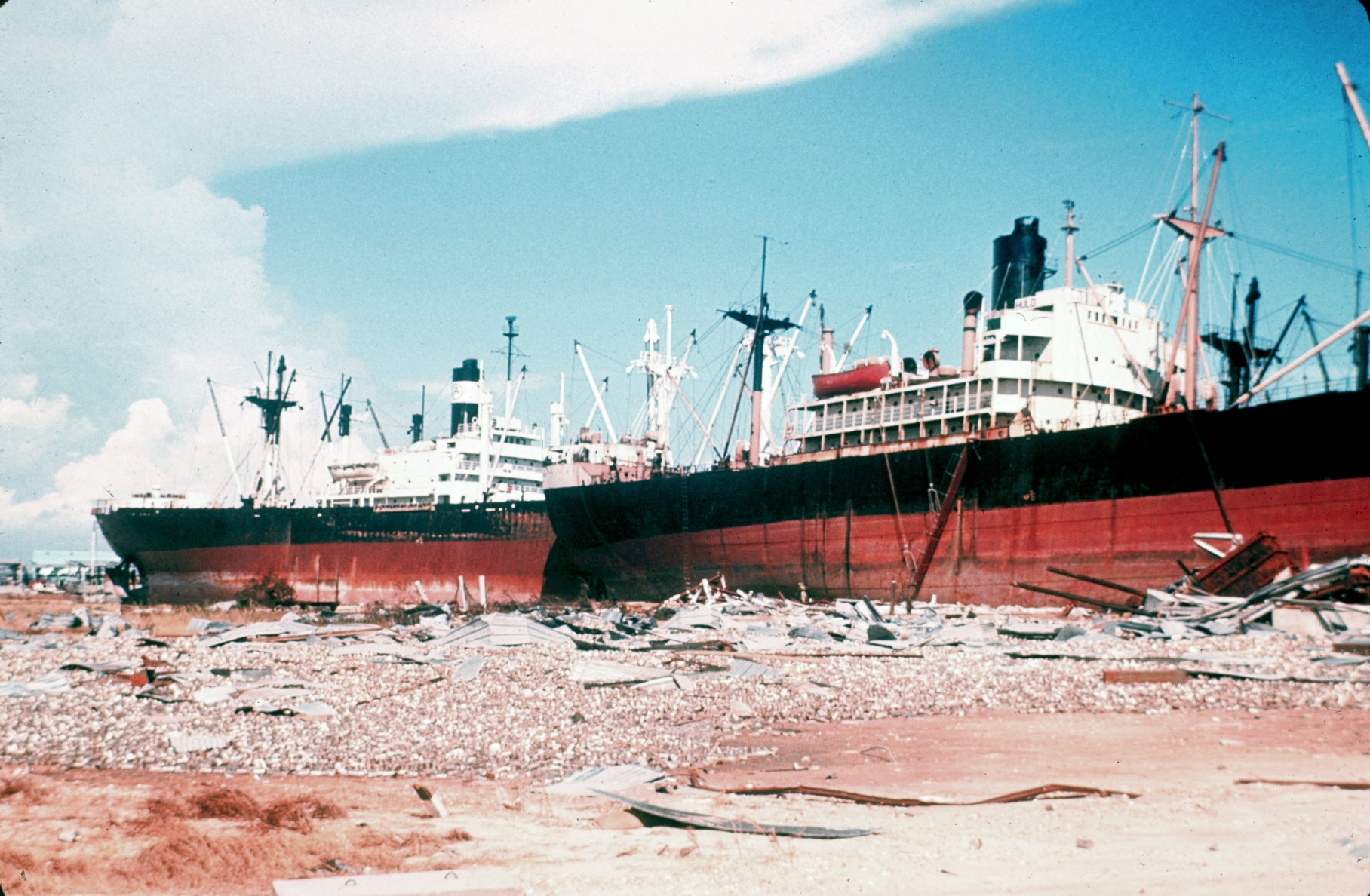
Выброшенная на берег баржа, Галфпорт

19 августа атмосферное давление в центре урагана, находившегося в районе острова Гарден, упало до 708 мм ртутного столба, порывы ветра достигали скорости в 210 км/ч. На всём протяжении от Венеции до Берас-Триамф (штат Луизиана) была разрушена практически вся инфраструктура. На шлюзе Острика (англ. Ostrica Lock) отмечена штормовая волна высотой в 4,9 метров, автомагистраль US 90 была затоплена водой трёхметровой высоты. Самый высокий уровень осадков в штате зафиксирован в 133 мм, в общей сложности визит Камиллы обошёлся штату Луизиана в 322 млн долларов США.
Камилла принесла разрушения большие, нежели ураганы Бетси и Форт-Лодердейл, свирепствовавшие в августе 1965 и сентябре 1949 года соответственно. При её подходе к побережью штата Миссисипи были повреждены почти все линии электропередачи, разрушены волнорезы, штормовая волна перекрыла защитные заграждения и затопила автомагистраль US 90, вынеся на неё в районе Галфпорта морскую баржу. Возникшие следом пожары охватили все прибрежные поселения за исключением городов Сент-Луис-Бэй и Уэйвленд. В городе Пасс-Крисчен ураган разрушил довоенную Троицкую Епископальную церковь, унеся 15 жизней. В Билокси (штат Миссисипи) штормовая волна достигла высоты двухэтажного здания. Наибольшее количество осадков, составившее 295 мм, выпало в Тест-Фасилити. Главный удар стихии пришёлся именно на штат Миссисипи, где общая сумма ущерба превысила 950 млн долларов США. Штормовая волна достигала 7,3 метров, весь прибрежный район штата был почти полностью разрушен. В число наиболее пострадавших от урагана населённых пунктов вошли Клермонт-Харбор, Уэйвленд, Лейкшо, Сент-Луис-Бэй, Пасс-Крисчен, Лонг-Бич, а также пляжная зона перед Галфпортом и Билокси.
В округе Хэнкок выпало больше 280 мм осадков, все низменности были затоплены водой более, чем на четыре с половиной метров. Ближайшая к побережью автомагистраль US 90 была повреждена на нескольких участках, почти полностью занесена песком и строительным мусором, сообщалось о 3800 разрушенных домов и офисных зданий. При подходе урагана к побережью штата стихия в буквальном смысле расколола надвое остров Шип-Айленд, в результате чего образовались два отдельных острова Западный Шип-Айленд и Восточный Шип-Айленд, в наше время совместно называемые «Разрез Камиллы».
Ураган Камилла причинил серьёзный ущерб экологической ситуации в Мексиканском заливе. Стихией была снесена вся цепь штормовых заграждений и волнорезов, на 70 % уничтожен остров Дофин. Пострадал также штат Алабама, в котором было разрушено или смыто волной более 26 тысяч домов и около тысячи офисных зданий. В Аппалачиоле (штат Флорида) наблюдались штормовые волны в полтора метра высотой. Наибольшее количество выпавших осадков в Алабаме зарегистрировано в двух милях от города Фэрхоп и составило 166 миллиметров. В общей сложности ущерб, нанесённый Алабаме ураганом Камилла, составил около 8 млн долларов США в ценах 1969 года.

#### Вечеринка во время стихии

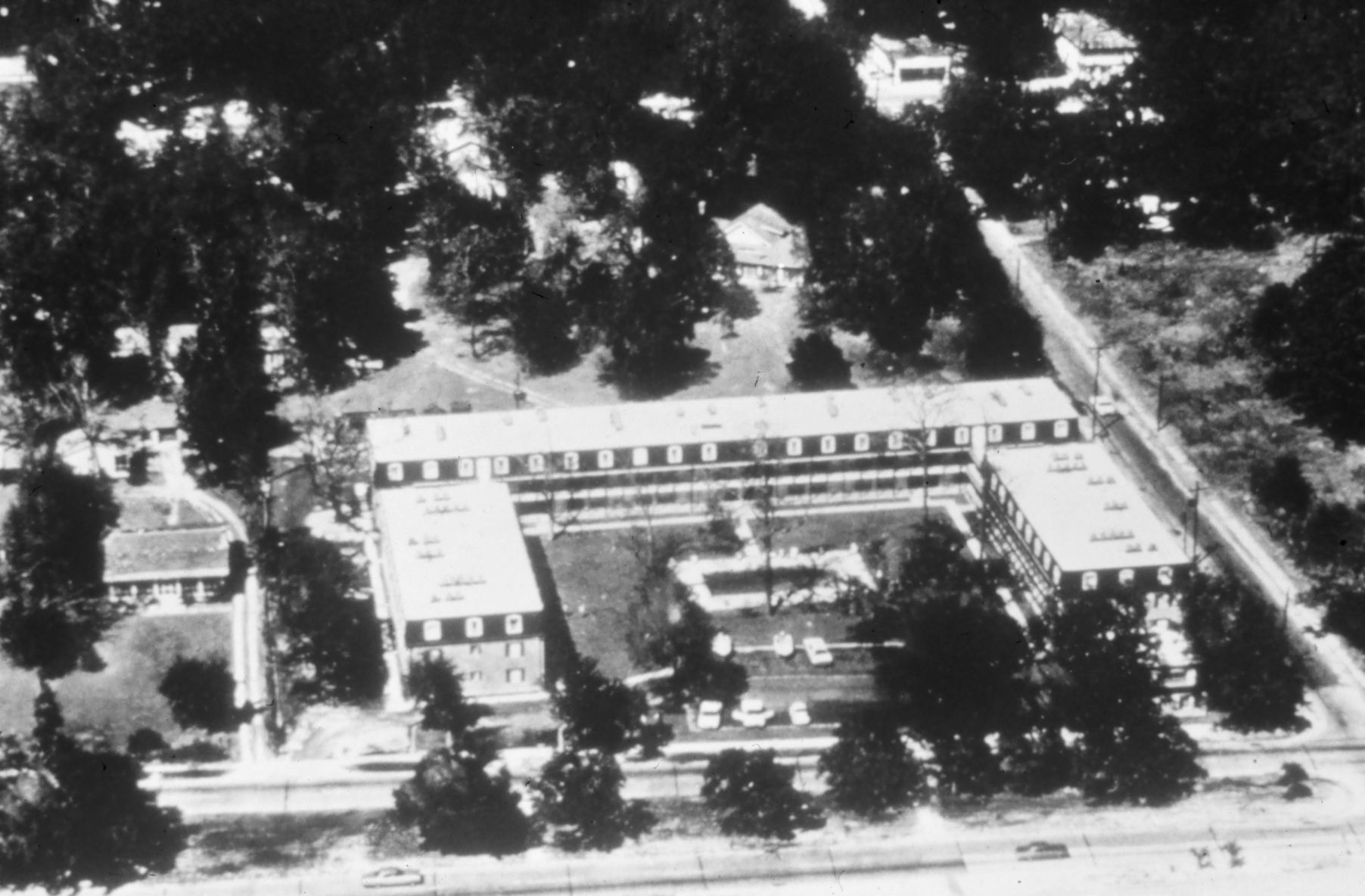
Отель «Усадьба Ришельё» до урагана

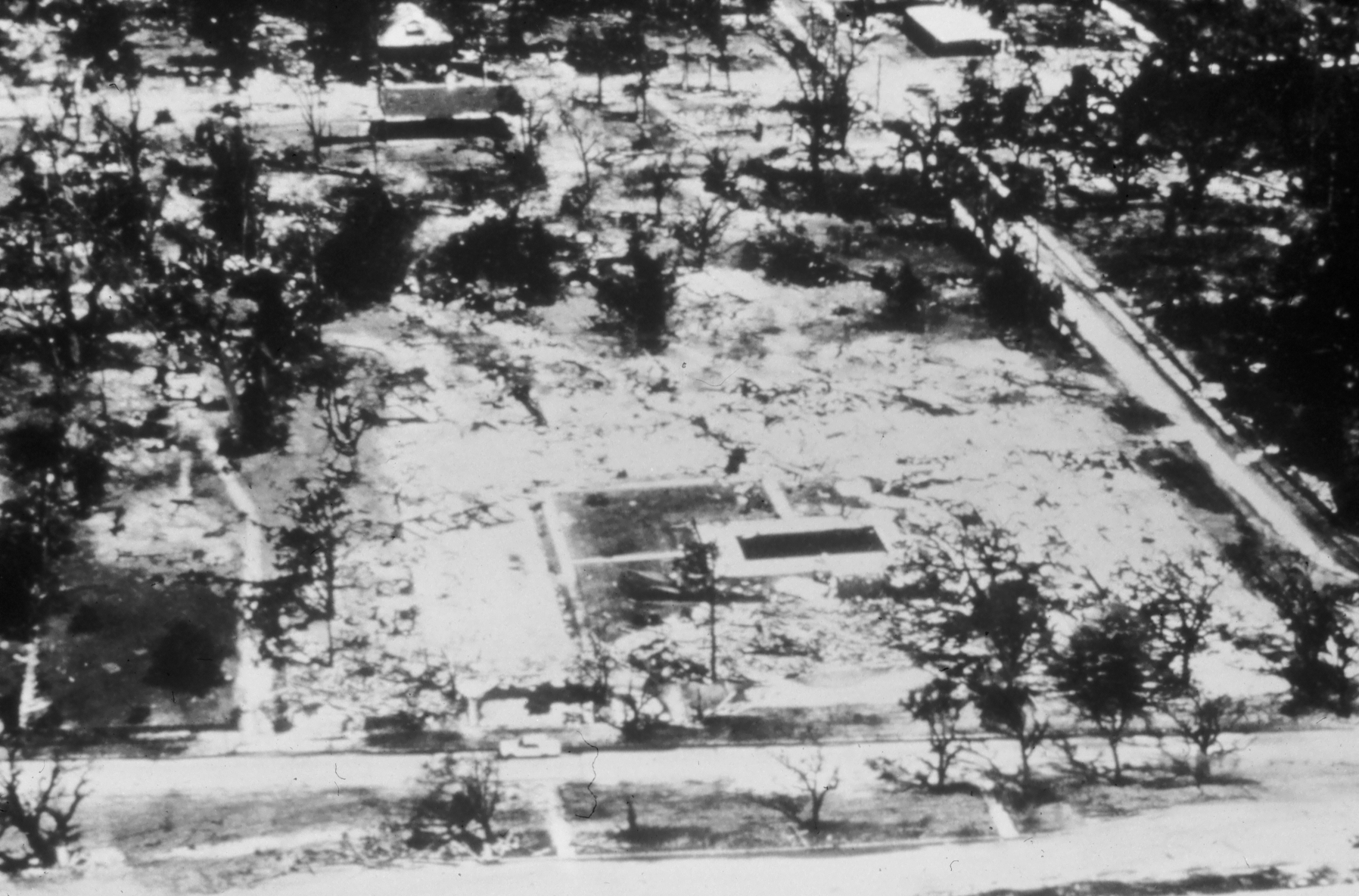
Отель «Усадьба Ришельё» после урагана

После окончания разгула стихии появилась информация, что в момент обрушения урагана на континентальную часть США на третьем этаже отеля «Усадьба Ришельё» (англ. Richelieu Manor Apartments) в Пасс-Крисчен полным ходом шла вечеринка, а также, что удар обрушившейся на берег штормовой волны разрушил здание отеля и выжил лишь один человек. Появилось множество версий насчёт числа гостей на праздничном вечере, личности выжившего и насколько далеко его утащило волной в океан. Позднее телекомпанией American Broadcasting Company был снят фильм «Ураган», в котором играли актёры Фрэнк Саттон, Ларри Хагман, Мартин Милнер и Майкл Лернд, основной темой фильма стала вечеринка в «Усадьбе Ришельё», место событий и имена действующих лиц при этом были изменены. Один из очевидцев урагана в Пасс-Крисчен Бен Даркворд утверждает, что «Предыдущие ураганы, действовавшие на побережье Мексиканского залива, стали причиной проведения работ по существенному усилению здания отеля „Усадьба Ришельё“ для его защиты от воздушной стихии. Однако, вера людей в надёжность зданий рухнула после того, как рухнул сам отель под напором Камиллы».
Известно, что в отеле на момент удара Камиллы находилось всего 23 человека, 8 из которых погибли. Рассказ якобы единственного выжившего участника праздничного вечера, как и само упоминание о празднике во время урагана, скорее всего записан со слов некоей Мари Энн Герлах, тогда как двое других выживших, Бен Даркворд и Ричард Келлер, выражают негодование насчёт правдивости данной истории.
Автор книги об ураганах, профессор Университета Миссисипи Пат Фицпатрик утверждает, что «либо вечеринки в отеле во время бедствия не было вообще, либо число находившихся там людей доподлинно неизвестно до сих пор».
На месте разрушенного Камиллой отеля на углу пересечения Хендерсон-авеню и автодороги U.S. 90 спустя некоторое время построили торговый центр, который впоследствии был уничтожен ураганом Катрина.

### Долина Огайо и Западная Виргиния
| Место                                                                                    | Ураган         | Сезон | Давление       |
| ---------------------------------------------------------------------------------------- | -------------- | ----- | -------------- |
| 1                                                                                        | «День Труда»   | 1935  | 892 мбар (гПа) |
| 2                                                                                        | Камилла        | 1969  | 909 мбар (гПа) |
| 3                                                                                        | Катрина        | 2005  | 920 мбар (гПа) |
| 4                                                                                        | Эндрю          | 1992  | 922 мбар (гПа) |
| 5                                                                                        | «Индианола»    | 1886  | 925 мбар (гПа) |
| 6                                                                                        | «Флорида-Кейз» | 1919  | 927 мбар (гПа) |
| 7                                                                                        | «Окичоби»      | 1928  | 929 мбар (гПа) |
| 8                                                                                        | Донна          | 1960  | 930 мбар (гПа) |
| 9                                                                                        | Карла          | 1961  | 931 мбар (гПа) |
| 10                                                                                       | Хьюго          | 1989  | 934 мбар (гПа) |
| Источник: National Hurricane Center Архивная копия от 21 декабря 2016 на Wayback Machine |                |       |                |

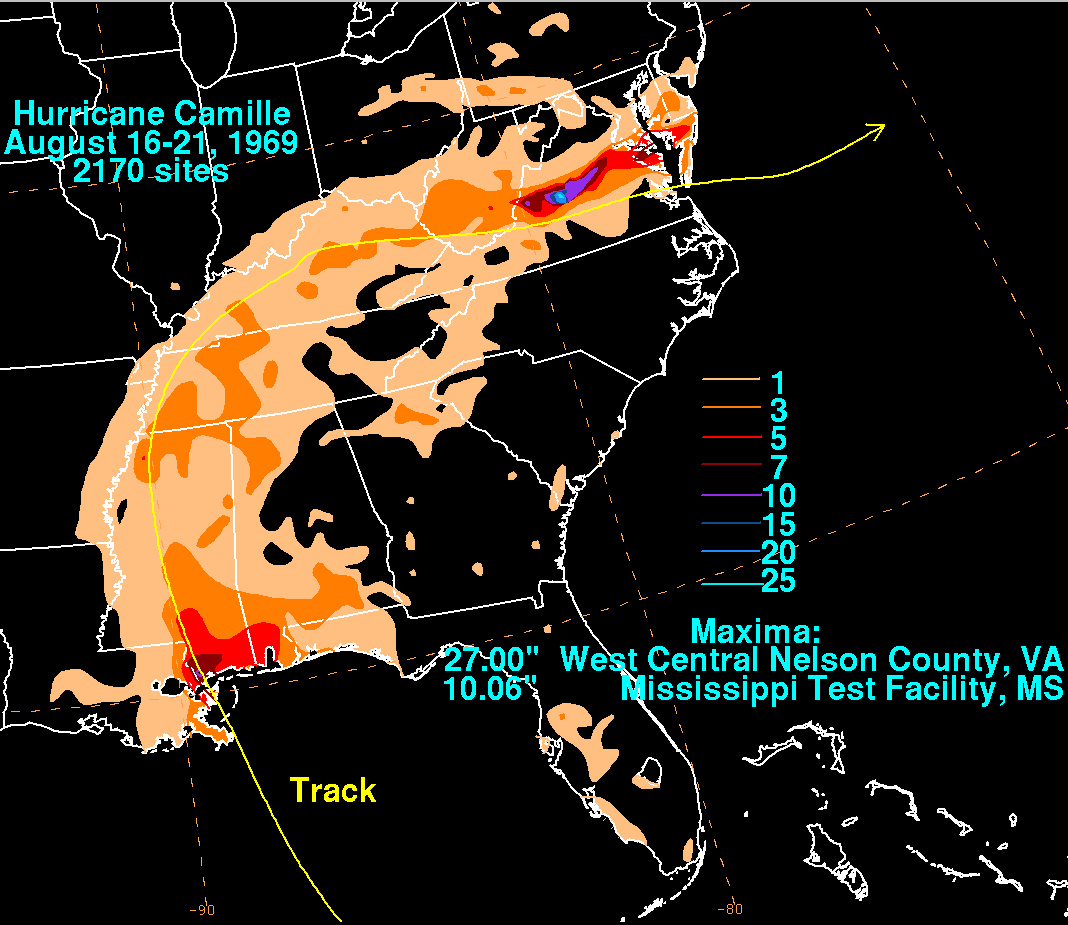
Суммарный объём осадков во время урагана

Ураган Камилла вызвал умеренные дожди в штатах Теннесси и Кентукки, в которых выпало до 130 мм осадков. При этом прошедшие дожди помогли естественным образом нейтрализовать воздушную эрозию почвы от сильных ветров. В штате Западная Виргиния ураган вызвал паводок, разрушивший 36 домов и 12 трейлеров. Суммарный ущерб от природной стихии в этих трёх штатах составил 45 млн долларов США.

### Виргиния
В штате Виргиния метеорологами прогнозировалось быстрое окончание урагана, поэтому мало кто оказался готовым к возникшему наводнению. Вступив вечером 17 августа в Виргинию Камилла уже не была ураганом как таковым, однако атмосферное образование несло с собой колоссальное количество влаги и обладало достаточной мощью и областью низкого давления, которое втягивало в себя дополнительную влажность.
В некоторых местах выпало 200 мм осадков, что привело к сильнейшему паводку в штате Виргиния. 153 человека погибло в результате ударов летящими тупыми предметами во время горных оползней, из них более 123 смертей зарегистрировано только в одном округе Нельсон, что составило около 1 процента от всей численности населения округа. Осколки лавиной летели с холмов с уклоном более 35 градусов. Большой ущерб стихия причинила в населённых пунктах Мазис-Милл (англ. Massies Mill), Вудс-Милл, Роузленд, Брайант, Тайро, Монтебелло, Ловингстон, Норвуд, Рокфиш и вдоль ручьёв Дэвис и Мадди. Реки Джеймс и Ти разлились по обширным территориям, в округе Колумбия достигнув рекордной глубины в 3,8 метров. Ураган Камилла до сих пор считается самым страшным стихийным бедствием в истории центральной Виргинии, причинённый ущерб штату составил 140 млн долларов США в ценах 1969 года.
Шторм обрушился на штат проливными дождями, уровень осадков на разных территориях варьировался от 300 до 510 мм, а в некоторых местах доходил до уровня в 990 миллиметров. Максимальное число осадков в Виргинии выпал в ночь с 19 на 20 августа. Последовавшие ещё 100 мм осадков всего за полчаса выпало в Норфолке у реки Ти. По всему штату разлились почти все реки, в особенности река Джеймс в Ричмонде, где высота волнового гребня составляла 8,7 метров. Многие реки Виргинии и Западной Виргинии установили абсолютный рекорд по ширине и глубине разлива за всю историю их наблюдений. Чуть позже сошли селевые потоки. На горных склонах между городами Шарлоттсвилл и Линчберг выпало более 660 мм осадков за 12 часов, но больше всего пострадал округ Нельсон, в котором стихия вывалила порядка 990 мм осадков. Дожди были настолько сильными, что на деревьях захлёбывались птицы, по ручью Хатт плыли коровы, а оставшиеся в живых люди закрывали ладонями носы и рты, чтобы не повторить участи погибающих птиц.
В наиболее пострадавшем от стихии округе Нельсон смыло 133 поста, в других местах под водой оказались целые населённые пункты. Сильное наводнение шло широким фронтом, перерезав сообщение между Ричмондом и долиной Шенандоа. В городе Уэйнсборо вода поднялась на 2,4 метра, а в Буэнависте — более, чем на полтора метра.
По всему штату Виргиния Камилла разрушила 313 домов, 71 трейлер, 430 ферм, в результате чего пострадало около 3765 семей. Ущерб штата от урагана составил 140,8 млн долларов США в ценах 1969 года и 747 млн долларов США в пересчёте на цены 2005 года.

## Параметры стихии и некоторые сведения
Показатель атмосферного давления в центре урагана Камилла составил 675 миллиметров ртутного столба, в момент обрушения урагана на побережье Миссисипи давление несколько поднялось до уровня в 681,8 мм рт ст. Данный уровень стал самым низким официально зарегистрированным атмосферным давлением в бассейне Атлантического океана США после урагана День Труда, хозяйничавшего на континентальной части Соединённых Штатов в 1935 году. В то время запущенный метеорологический зонд определил давление в центре урагана в 675,8 мм рт ст, но данная информация не смогла быть подтверждена вторично и осталась неофициальной.
Что касается скорости ветра Камиллы, то повторно обработанные метеорологические данные показывают, что устойчивая скорость ветра на пике урагана достигала 175 миль/час (282 км/ч). До урагана Катрина в 2005 году Камилла имела самую высокую штормовую волну, зарегистрированную на территории США и составившую 7,3 метра. Рекордная высота волны была зафиксирована подразделениями инженерных войск по внутренним отметкам уцелевших зданий (съёмка проводилась не менее, чем в трёх сооружениях).
Непосредственно перед разрушением отеля «Усадьба Ришельё» в Пасс-Крисчен Бен Даркворт светил фонарём вниз по лестнице отеля и обнаружил воду на первой ступеньке четвёртого этажа, что соответствует уровню штормовой волны в 8,5 метров. Спустя 15 минут здание рухнуло, забрав с собой все улики, подтверждающие слова Даркворта.
Кроме этого, Камилла заставила реку Миссисипи повернуть своё движение вспять на протяжении двухсот километров от устья реки до северной части Нового Орлеана. Впоследствии река вернулась в своё русло, однако некоторое время продолжала течь к северу от Батон-Ружа на протяжении 190 километров.
В 1969 году присвоение имён атлантическим ураганам не было строго регламентировано, как в настоящее время. Предъявлялось всего три требования: имя должно быть женским, присваиваться в алфавитном порядке и не повторять предыдущие названные стихии. Мужскими именами пользоваться было не принято. Метеоролог Национального центра ураганов Джон Хоуп в тот период воспитывал дочь Камиллу, которая в 1969 году окончила среднюю школу. Хоуп добавил её имя к списку возможных имён ураганов сезона 1969 года, не подозревая естественно, что оно будет выбрано для такого катастрофического шторма. Впоследствии Камилла Хоуп стала супругой депутата Палаты представителей США от штата Джорджия Джима Маршалла.

## Последствия урагана

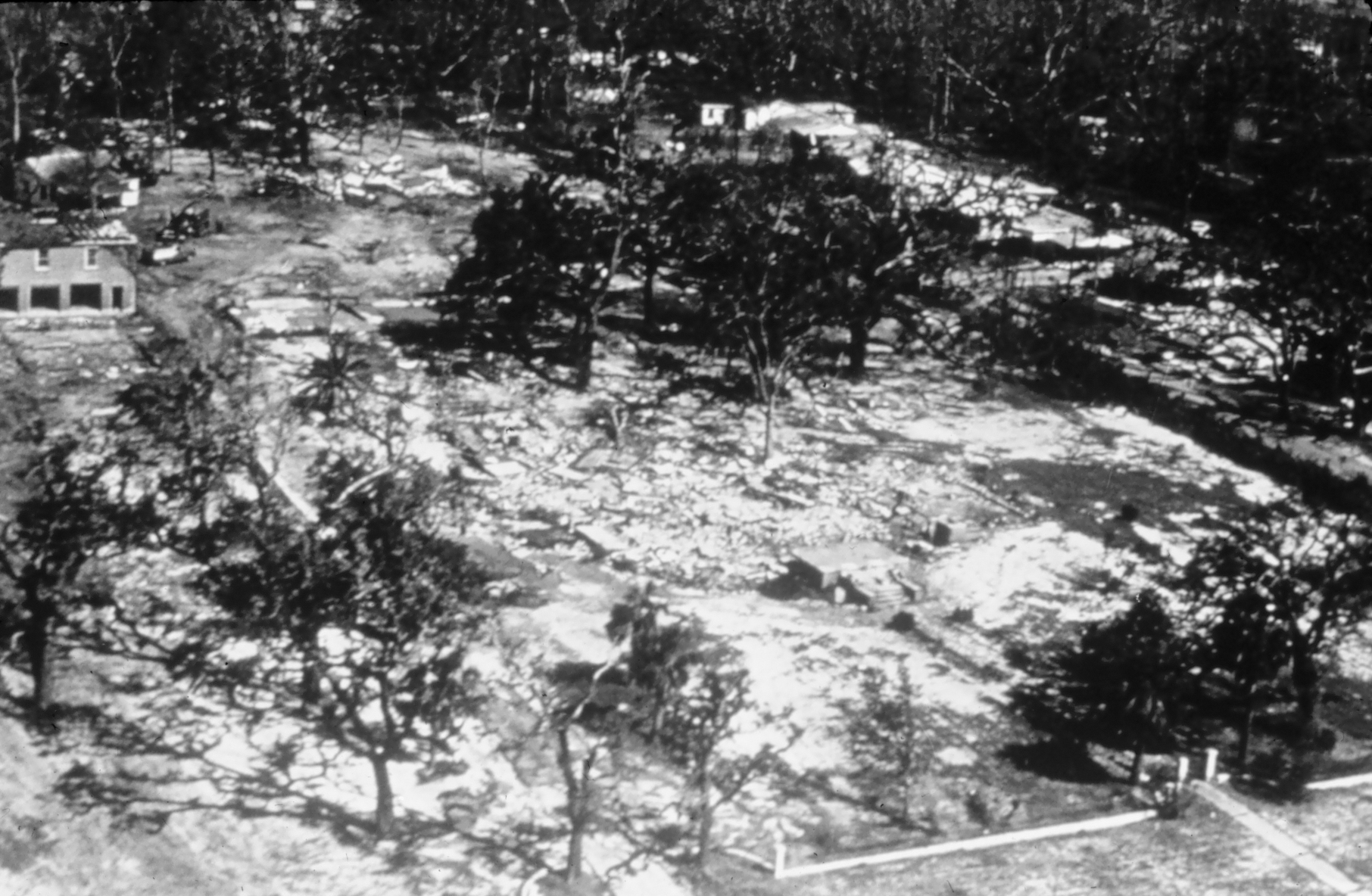
Большая старинная усадьба, разрушенная воздушной и водной стихиями урагана

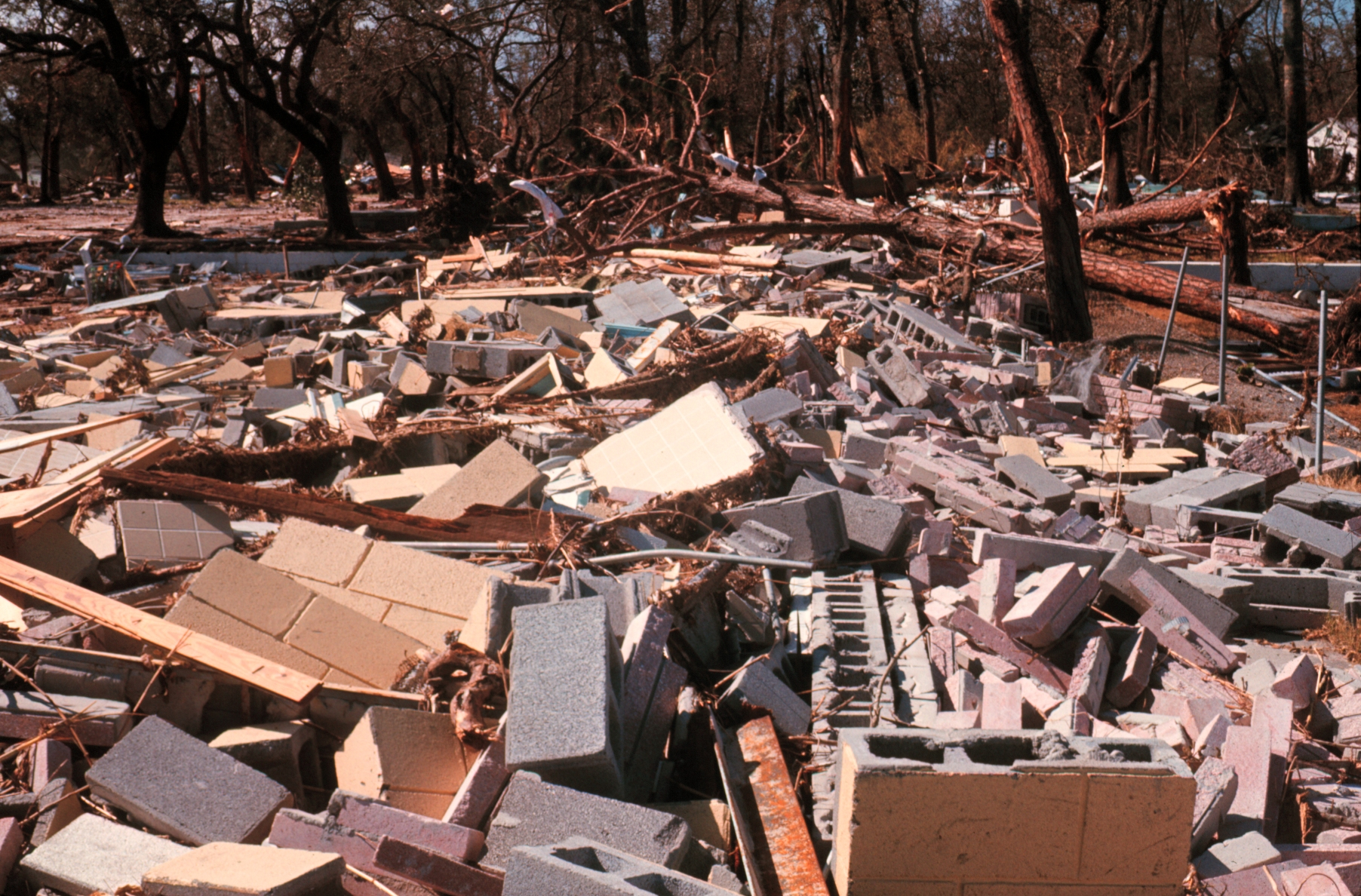
Разрушения от Камиллы

Для восстановления ущерба, причинённого ураганом, в единый фронт объединились силы федеральных, муниципальных, местных и добровольческих организаций. Деятельность восстановительных работ координировалась Министерством по чрезвычайным ситуациям США, потратившим только на процесс управления порядка 76 млн долларов США (403 млн долларов в пересчёте на 2005 год). Питание и крыша над головой пострадавшим от урагана людям были предоставлены уже на второй день после прохождения Камиллы. 19 августа некоторые территории штатов Миссисипи и Луизиана официально были объявлены наиболее пострадавшими от стихии и взяты под финансовую опеку государственными федеральными фондами. Президент страны Ричард Никсон издал приказ о направлении в зону бедствия 1450 военных и 800 инженерных служащих, большое количество продовольствия, наземного и воздушного транспорта.
Линии электропередачи в пострадавших от урагана районах полностью были восстановлены только к 25 ноября 1969 года. Служба береговой охраны под временным управлением департамента транспорта и вкупе с вооружёнными силами помогали пострадавшему населению с эвакуацией, поисками, спасательными работами, разборами завалов, распределением продовольствия и многим другим. Правительство потратило 34 млн долларов США (180 млн долларов в ценах 2005 года) и мобилизовало около 16,5 тысяч военнослужащих на восстановление инфраструктуры в районах бедствия. Более 4 млн долларов было выделено Министерством здравоохранения США на лекарства и другие медицинские нужды.
В понедельник Национальная гвардия США с военной базы начала эвакуацию пострадавших жителей с военно-воздушной базы Кислера в город Джексон и другие районы страны. Добровольцы искали раненых и мёртвых, также оказывая помощь и беженцам. Во вторник губернатор штата Миссисипи Джон Белл Уильямс объявил о введении военного положения, в результате чего были перекрыты главными автодороги к восстанавливаемым районам и установлен комендантский час с 6 часов вечера до 6 часов утра. Для временного размещения людей, оставшихся без крыши над головой, был вновь открыт военный лагерь Шелби. Эвакуированные также размещались в кампусах Университета Южной Миссисипи и отеле «Роберт Ли». Население Сент-Луис-Бэй и Пасс-Крисчен было эвакуировано полностью. Подразделения инженерных служб собрали около 25 тонн останков мёртвых животных (главным образом коров). Для предотвращения возникновения и распространения эпидемий самолётами с военно-воздушной базы Кислер сбрасывались специальные дезинфицирующие вещества. Военное положение было отменено 27 августа, однако военные продолжали работать ещё несколько недель. Вечером 8 сентября президент Никсон посетил Аэропорт Билокси, где выступил с речью с целью поддержания морального духа граждан в борьбе с последствиями урагана. Во время восстановительных работ были серьёзно повышены требования к качеству строительства жилых и офисных зданий. В 1973 году штаб-квартира Национального центра США по ураганам была перенесена на бывшую военно-воздушную базу в Кислере, прежний центр в Рамей (Пуэрто-Рико) был закрыт. В 2005 году инфраструктура Кислера на 95 % была разрушена ураганом пятой категории Катрина.
Дальнейшие работы по долгосрочному восстановлению инфраструктуры и реконструкции объектов проводились под контролем Министерства торговли США и обошлись в 30 млн долларов в ценах 1969 года (159 млн в пересчёте на 2005 год).
Катастрофические последствия урагана Камилла заставили специалистов разработать специальную шкалу оценки потенциального ущерба от ураганов — так называемую шкалу ураганов Саффира — Симпсона, поскольку после прохождения Камиллы многие жители атлантического побережья жаловались, что предупреждения синоптиков о надвигающейся стихии были слишком расплывчаты, чтобы принимать их всерьёз. Разработанная система оценки даёт более точное представление о силе шторма, чем показания барометров и простое измерение скорости ветра. Кроме того, появилась возможность проводить адекватное сравнение надвигающихся ураганов и исторических стихий через призму бывших разрушений и причинённого общего ущерба.
В наиболее пострадавшем от стихии округе Нельсон (штат Виргиния) Камилла неожиданно оставила свой положительный след: сильнейшее наводнение в округе вызвало резкое повышение уровня влажности земель, что в свою очередь дало возможность селекционерам вывести новый сорт яблок «Имбирное Золото» и заняться их массовым разведением на фруктовых плантациях Клайд Харви.

## Сравнение с ураганом «Катрина»

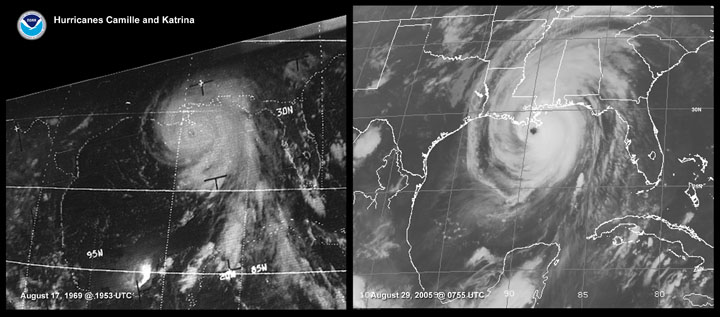
Спутниковые снимки ураганов «Камилла» и «Катрина»

Несмотря на то, что ураганы Камилла и Катрина двигались по разным траекториям, оба они достигли одного и того же района на побережье штата Миссисипи с одинаковой разрушительной силой. Камилла набирала мощь значительно быстрее «Катрины» и, в отличие от неё, поддерживала свой статус урагана пятой категории вплоть до контакта с континентальной частью Соединённых Штатов. Тем не менее, атмосферное давление в эпицентре «Катрины» было ещё ниже по сравнению с Камиллой.
Радиус эпицентра урагана Камилла составлял менее одной трети радиуса эпицентра «Катрины», а территория сильных ветров Камиллы распространялась на 2/3 от соответствующего показателя «Катрины». Высота штормовых волн урагана «Катрина» превышала высоту волн урагана «Камилла» (8,5 м против 7,3 м соответственно). Оба урагана двигались в одном направлении вплоть до контакта с морским побережьем США, после чего траектории двух ураганов разошлись в разных направлениях.